# Parque

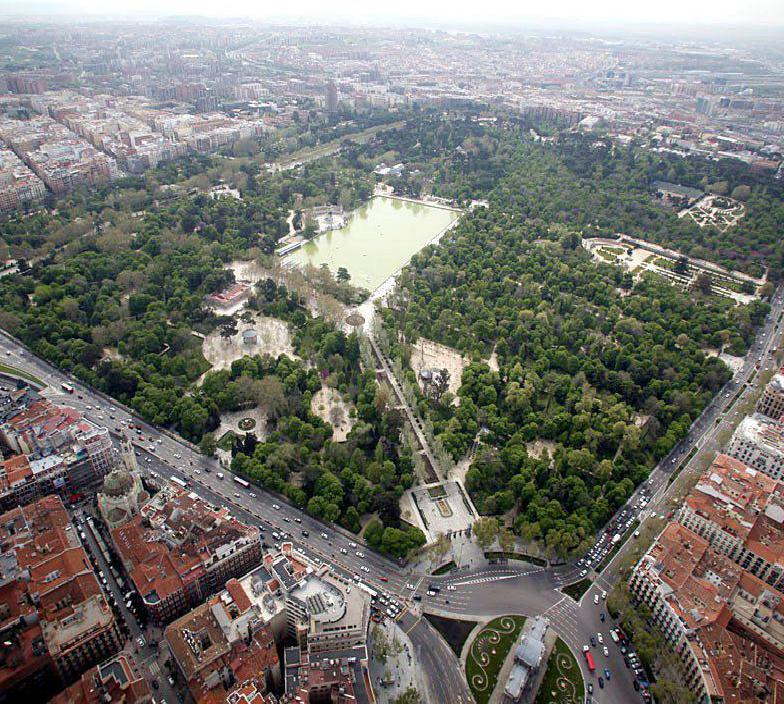
Parque del Retiro, Madrid.

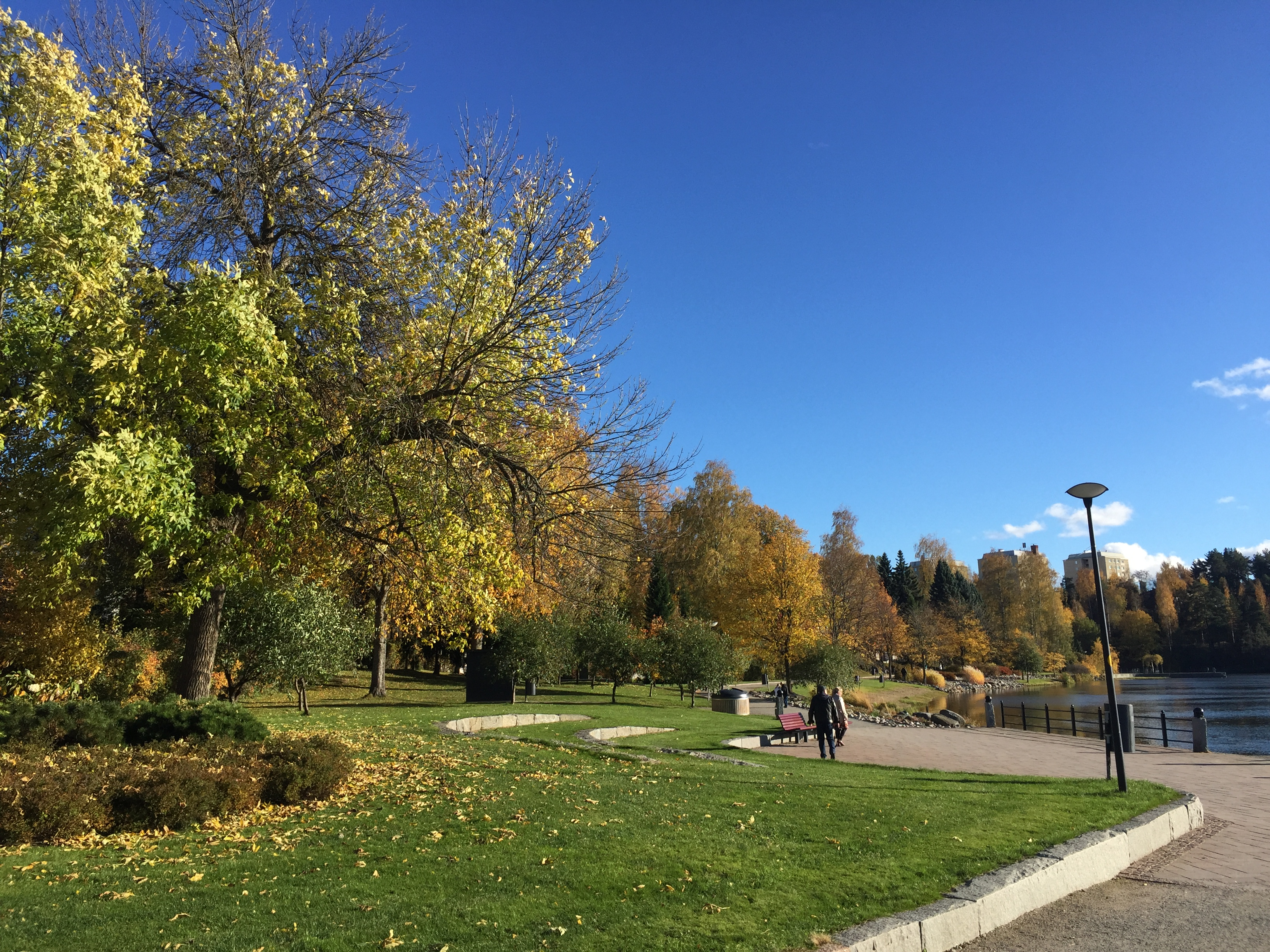
Valkeisenpuisto, parque del Kuopio. Finlandia.

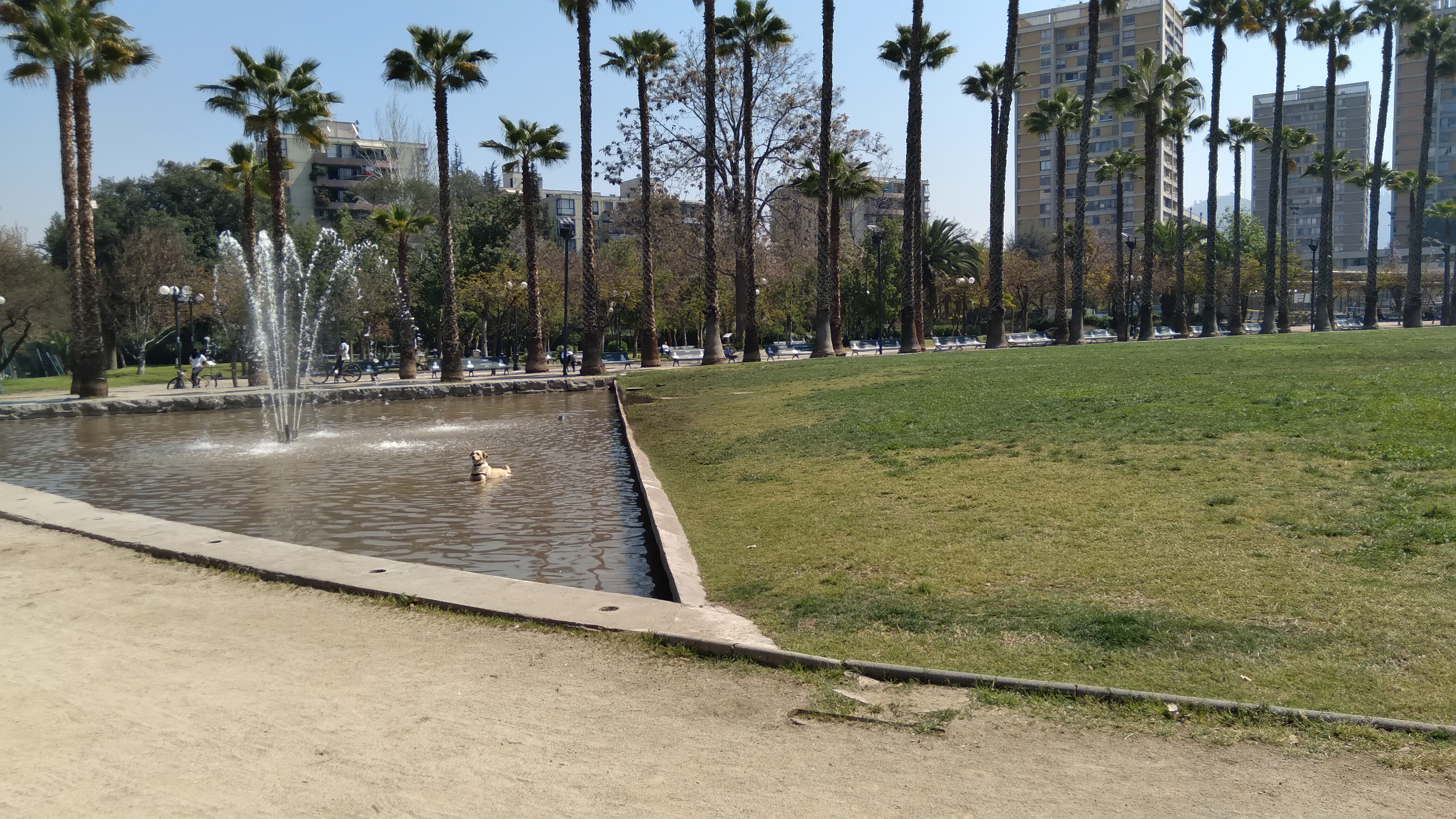
Parque Inés de Suárez, Santiago de Chile

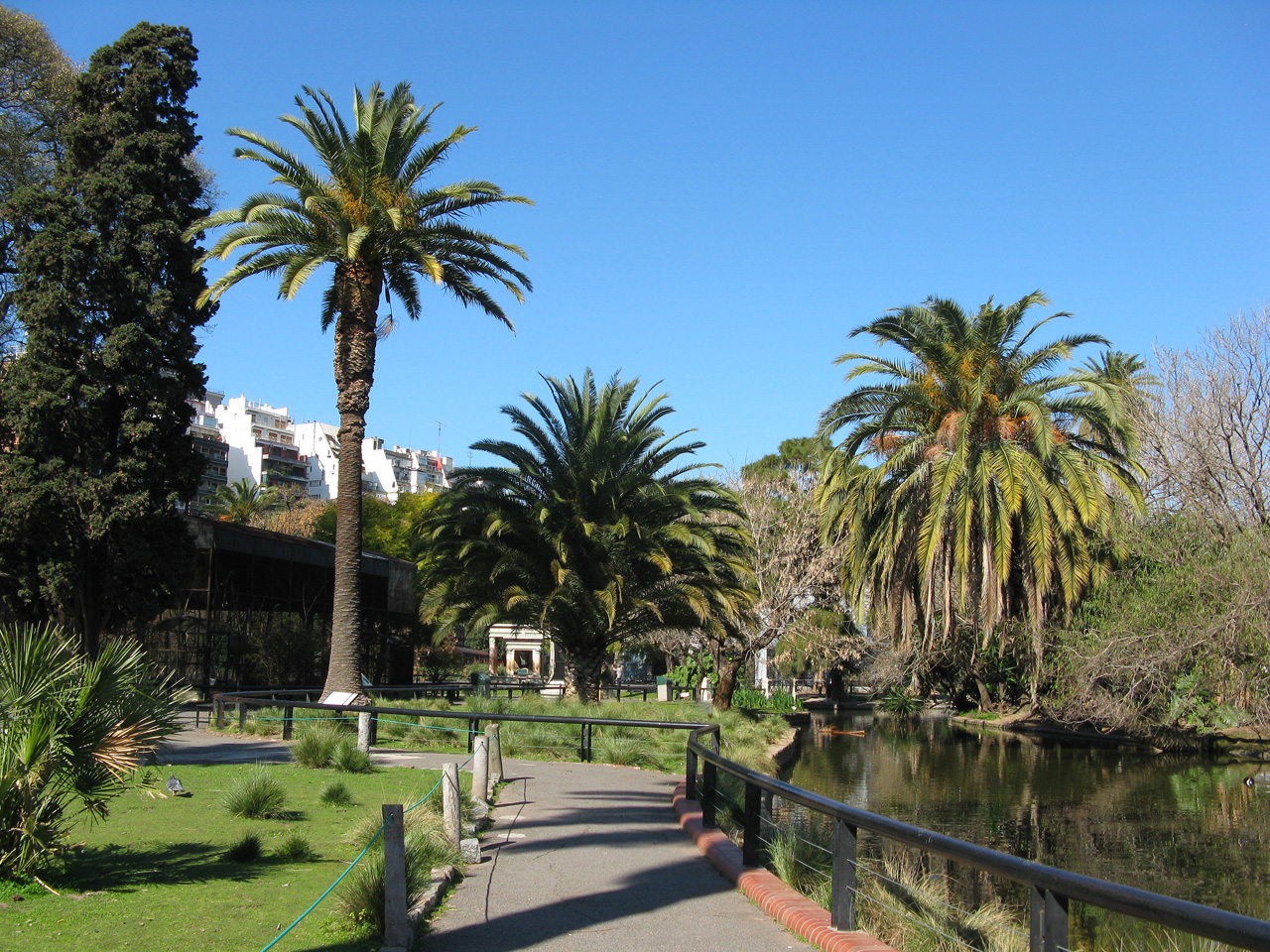
Ecoparque de Buenos Aires, Argentina.

Un parque (del francés parc y del inglés park) es un espacio natural o semi-natural que puede estar situado en el interior de una ciudad o un pueblo y se utiliza como prado, jardín o arbolado para el esparcimiento y recreo de los ciudadanos.

Las grandes extensiones protegidas por el estado, como parques naturales y nacionales se dedican a la protección de la vida salvaje y los hábitats naturales.

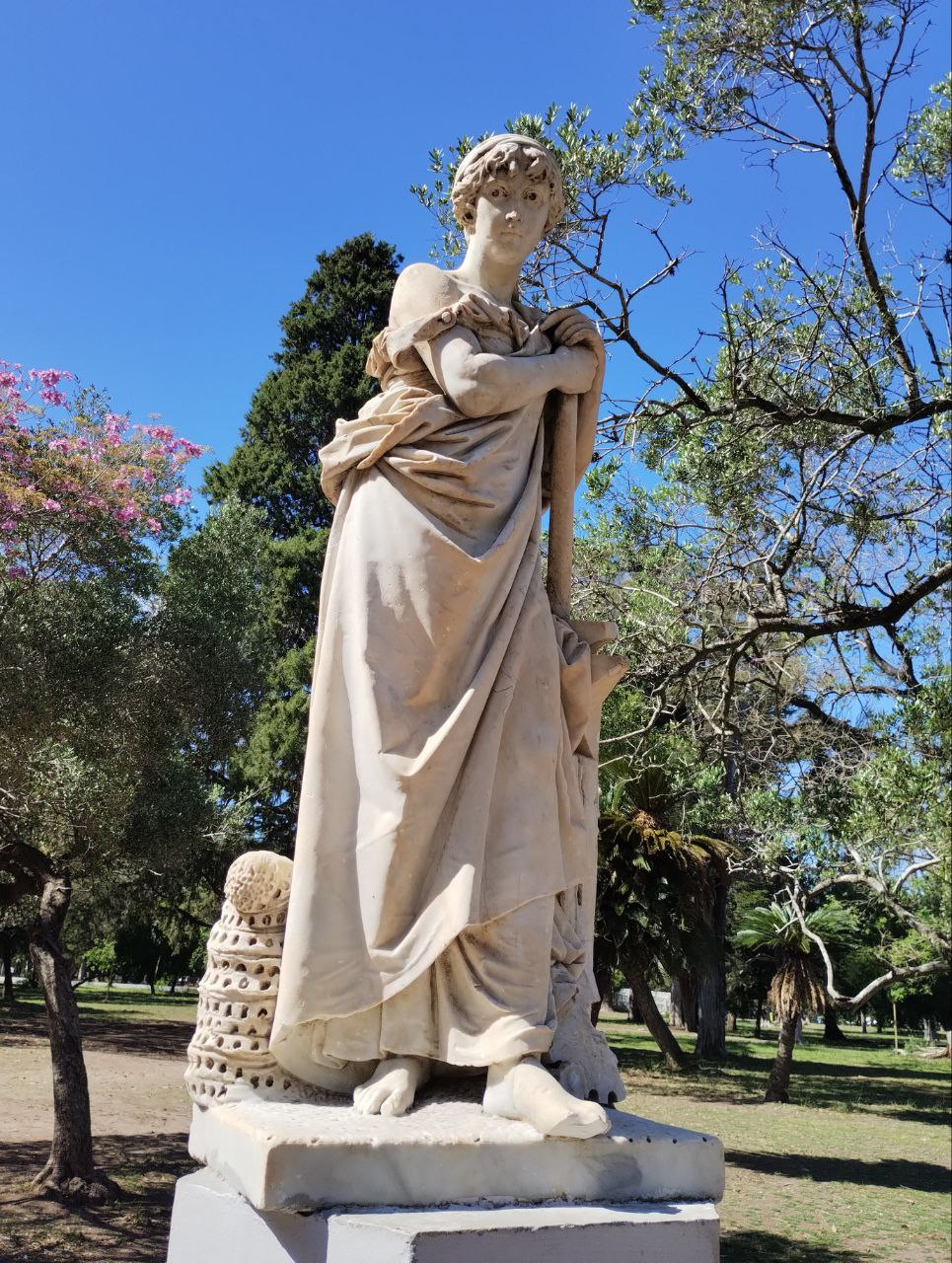
Paseo del Bosque, La Plata.

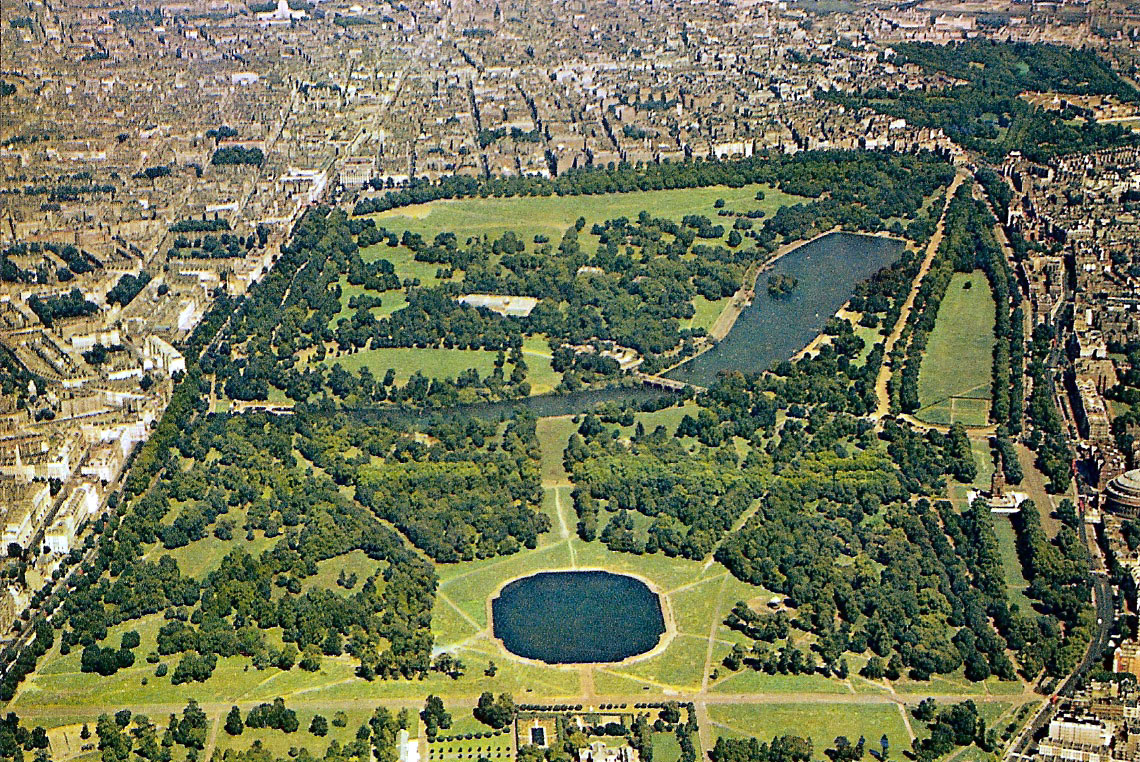
Hyde Park, Londres.

También se conocen como parques otros recintos, protegidos pública o privadamente, donde se celebran actividades lúdicas o de exhibición, como un Parque de atracciones o un Parque zoológico.
Los parques que se mantenían en la antigüedad de forma privada para disfrute de sus propietarios están en la actualidad abiertos al público, como los jardines de Versalles, Jardines del Retiro de Madrid o los antiguos parques de caza de nobles y reyes, como el bosque de Fontainebleau.
 
Muchas casas de campo en el Reino Unido e Irlanda todavía tienen parques de este tipo, los cuales desde el siglo XVIII han sido a menudo ajardinados por estética. Normalmente son una mezcla de praderas abiertas con árboles dispersos y zonas boscosas y suelen estar delimitados por altas vallas. La zona inmediata a la casa es el jardín y, en algunos casos, esta también presenta praderas y árboles dispersos, sin embargo lo que diferencia básicamente el parque del jardín en una casa de campo es que el parque está habitado por animales, mientras que estos están excluidos del jardín.

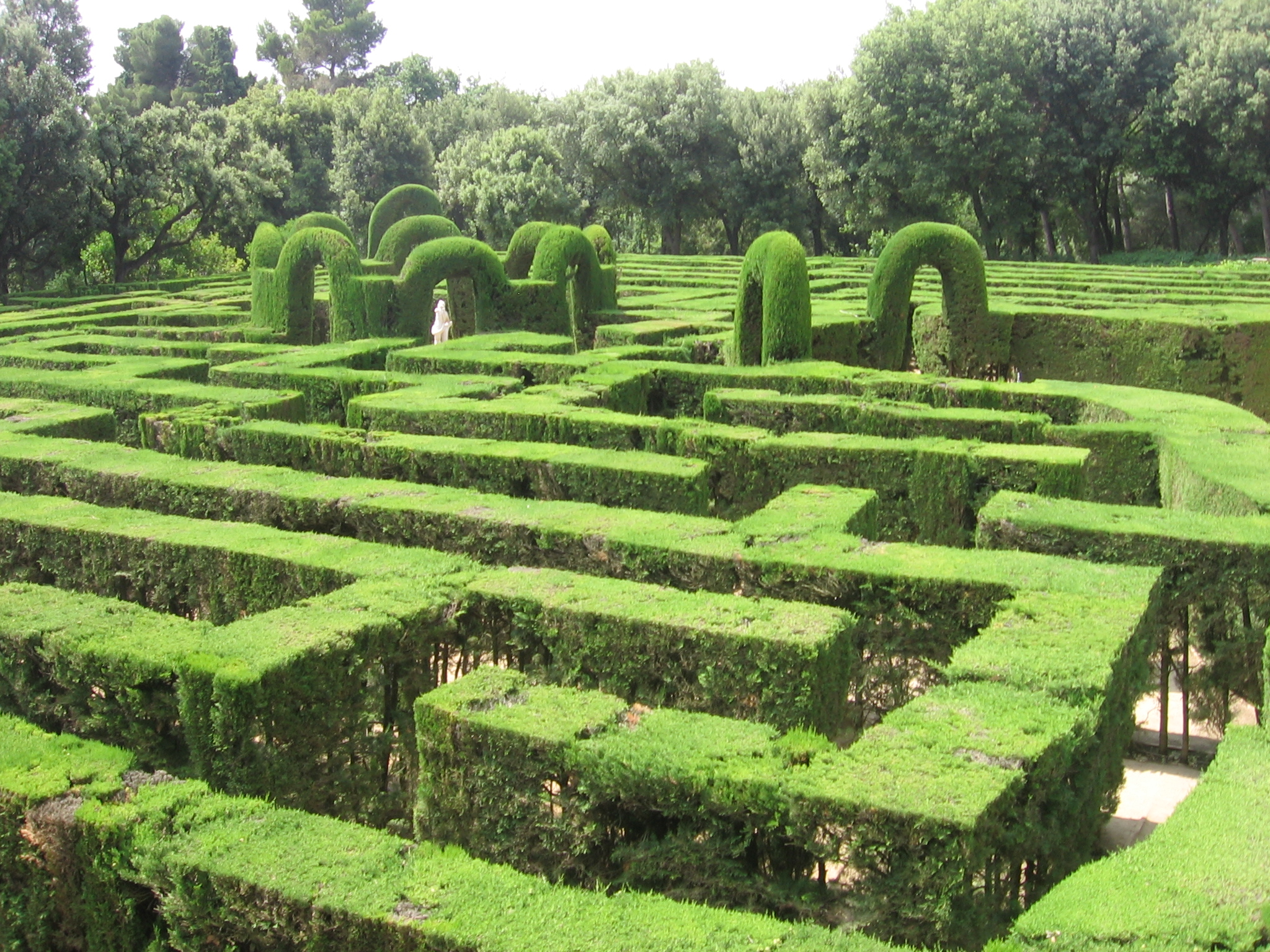
Parque del Laberinto de Horta, Barcelona.

## Los parques públicos
Los parques públicos, dentro de las grandes ciudades juegan un rol muy importante en el mejoramiento de la calidad de vida de los habitantes. La OMS establece el límite mínimo de jardines públicos o áreas verdes, para las ciudades, en 9 m²/habitante.

Central Park, Nueva York

## Otros usos
También se usa el término parque industrial para referirse a un área urbana destinada a la instalación de industrias.
La palabra "parque" también puede designar un conjunto de vehículos - parque móvil -, armas - parque de artillería - o un conjunto de empresas relacionadas con la tecnología: parque tecnológico

## Parques de propiedad o gestión gubernamental

### Parques nacionales

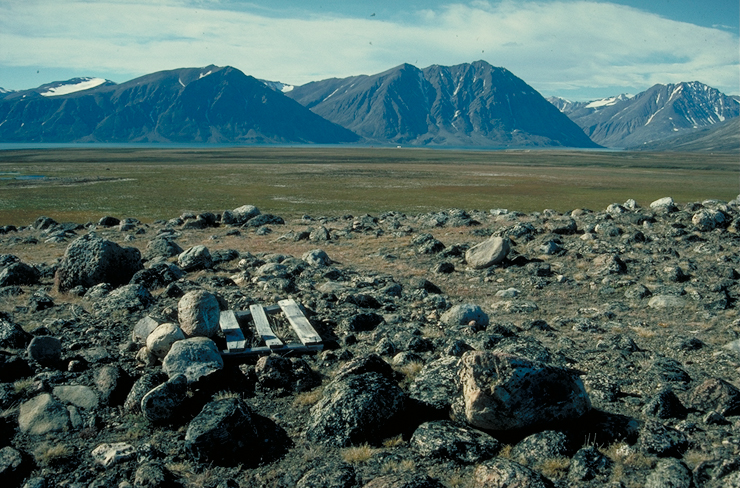
Parque Nacional del Nordeste de Groenlandia, el mayor parque nacional del mundo.

Un parque nacional es una reserva de tierra, normalmente, aunque no siempre, declarada y propiedad de un gobierno nacional, protegida de la mayor parte del desarrollo humano y de la contaminación. Aunque esto puede ser así, no es probable que el gobierno de una zona concreta sea el propietario, sino la propia comunidad. Los parques nacionales son un área protegida de la Unión Internacional para la Conservación de la Naturaleza Categoría II. Esto implica que son áreas silvestres, pero a diferencia de las reservas naturales puras, se establecen con la expectativa de un cierto grado de visitas humanas y de infraestructuras de apoyo.
Aunque este tipo de parque nacional ya se había propuesto anteriormente, Estados Unidos estableció el primer "parque público o zona de recreo para el beneficio y disfrute del pueblo", el Parque Nacional de Yellowstone, en 1872, aunque Yellowstone no fue declarado parque nacional. El primer parque nacional designado oficialmente fue el Isla de Mackinac, declarado en 1875. [El Parque Nacional Real de Australia, creado en 1879, fue el segundo parque nacional del mundo establecido oficialmente.
El parque nacional más grande del mundo es el Parque Nacional del Noreste de Groenlandia, creado en 1974 y que actualmente protege 972 001 km² (375 000 mi²).

### Parques subnacionales
En algunos Federales, muchos parques son gestionados por los niveles subnacionales de gobierno. En Brasil, Estados Unidos y algunos estados de México, así como en el estado australiano de Victoria, se conocen como parques estatales, mientras que en Argentina, Canadá y Corea del Sur, se conocen como parques provinciales o territoriales. En los Estados Unidos, también es común que los condados individuales gestionen parques, estos se conocen como parques del condado.

### Parques urbanos

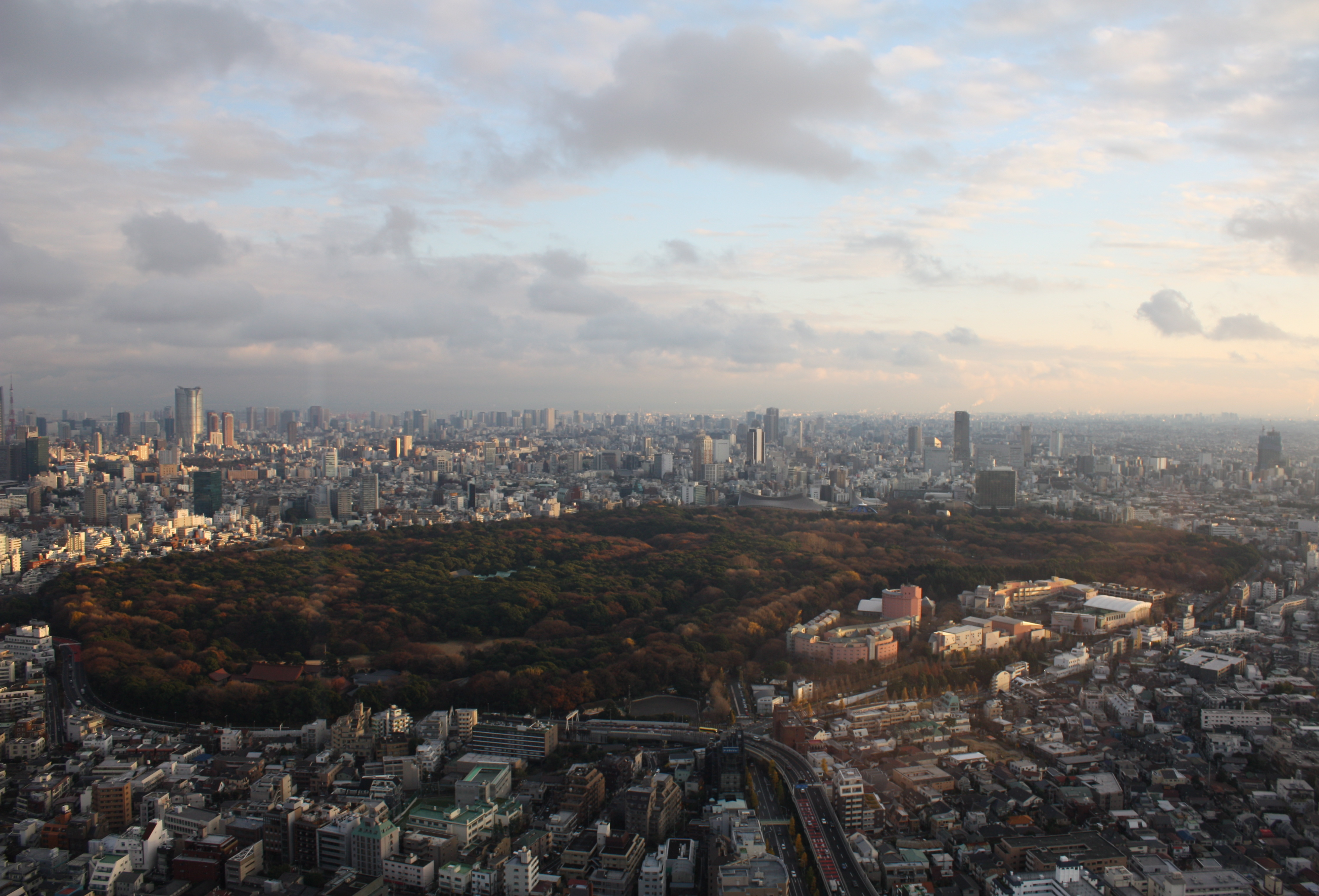
Yoyogi Park es un gran parque urbano de Tokio

Un parque es un área de espacio abierto provista para uso recreativo, generalmente de propiedad y mantenimiento de un gobierno local. Los parques suelen parecerse a las sabanas o a los bosques abiertos, los tipos de paisaje que los seres humanos encuentran más relajantes. El césped suele mantenerse corto para disuadir a las plagas de insectos y permitir el disfrute de los picnics y las actividades deportivas. Los árboles se eligen por su belleza y para proporcionar sombra.
Algunos de los primeros parques son la Alameda de Hércules, en Sevilla, un paseo público, jardín urbano y parque construido en 1574, dentro del centro histórico de Sevilla; el Parque de la Ciudad, en Budapest, Hungría, que era propiedad de la familia Batthyány y que posteriormente se hizo público.
Uno de los primeros parques públicos construidos fue el Derby Arboretum, inaugurado en 1840 por Joseph Strutt para los trabajadores de las fábricas y los habitantes de la ciudad. A éste le siguió de cerca Princes Park en el suburbio de Liverpool de Toxteth, diseñado por Joseph Paxton a partir de 1842 e inaugurado en 1843. Los terrenos sobre los que se construyó el parque Princes fueron adquiridos por Richard Vaughan Yates, comerciante de hierro y filántropo, en 1841 por 50.000 libras. La creación del Parque de los Príncipes demostró una gran previsión e introdujo una serie de ideas muy influyentes. La primera y más importante fue la provisión de un espacio abierto en beneficio de los habitantes de la ciudad y de los residentes locales en una zona que se estaba urbanizando rápidamente. En segundo lugar, adoptó el concepto de paisaje diseñado como marco para el domicilio suburbano, una idea de la que fue pionero John Nash en Regent's Park, y lo reconfiguró para la ciudad de provincias de una manera muy original. La remodelación de St James's Park realizada por Nash a partir de 1827 y la secuencia de recorridos procesionales que creó para unir The Mall con Regent's Park transformaron por completo el aspecto del West End londinense. Con la creación de Princes Park en 1842, Joseph Paxton hizo algo parecido en beneficio de una ciudad de provincias, aunque de talla internacional en virtud de su floreciente contingente mercantil. Liverpool tenía una floreciente presencia en la escena del comercio marítimo mundial antes de 1800 y durante la época victoriana su riqueza rivalizaba con la del propio Londres.
La forma y el trazado de los terrenos ornamentales de Paxton, estructurados en torno a un lago informal dentro de los límites de una calzada serpenteante, pusieron en marcha los elementos esenciales de su muy imitado diseño para Birkenhead Park. Este último se inició en 1843 con la ayuda de la financiación pública y desplegó las ideas que introdujo en el Parque de los Príncipes a una escala más amplia. Frederick Law Olmsted visitó Birkenhead Park en 1850 y elogió sus cualidades. De hecho, se atribuye a Paxton haber sido una de las principales influencias en el diseño de Olmsted y Calvert para el Central Park de Nueva York de 1857.
Se calcula que hay unos 27.000 parques públicos en el Reino Unido, con unos 2.600 millones de visitas al año. Muchos son de interés cultural e histórico, con 300 registrados por Historic England como de importancia nacional. La mayoría de los parques públicos han sido proporcionados y gestionados por las autoridades locales durante los últimos ciento setenta años, pero estas autoridades no tienen la obligación legal de financiar o mantener estos parques públicos. En 2016, el Estado de los parques públicos del Reino Unido de Heritage Lottery Fund informó de que "el 92% de los gestores de parques informan de que sus presupuestos de mantenimiento se han reducido en los últimos tres años y el 95% espera que sus fondos sigan reduciéndose".

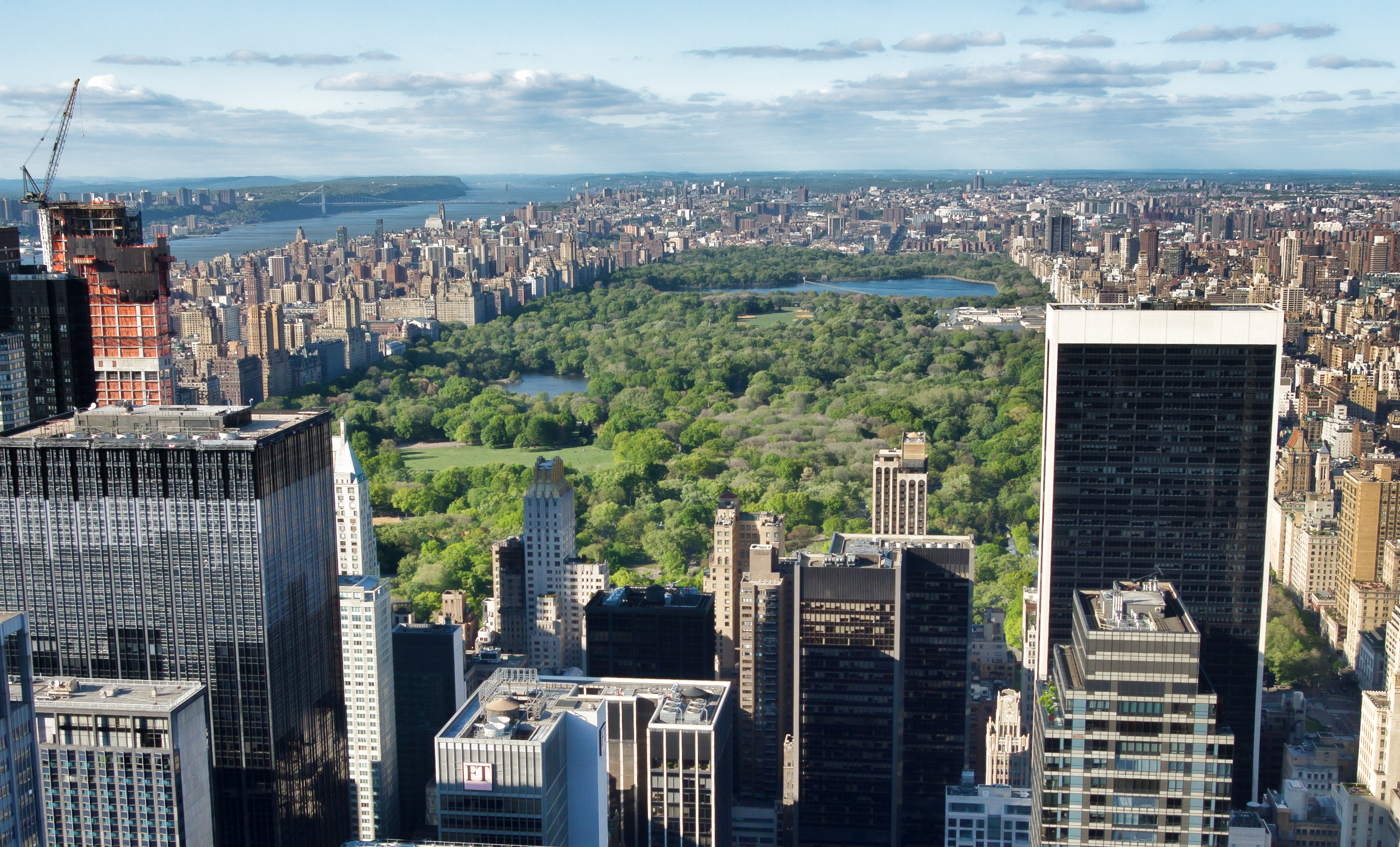
Central Park en la ciudad de Nueva York es el parque urbano más visitado de Estados Unidos.

Otro de los primeros parques públicos es el Peel Park, Salford, Inglaterra inaugurado el 22 de agosto de 1846. Otro posible aspirante al estatus de primer parque público del mundo es el Boston Common (Boston, Massachusetts, Estados Unidos), creado en 1634, cuyo primer paseo recreativo, Tremont Mall, data de 1728. El verdadero estatus de parque para todo el Common parece haber surgido no más tarde de 1830, cuando se puso fin al pastoreo de vacas y se propuso rebautizar el Common como Washington Park (el cambio de nombre de la limítrofe Sentry Street a Park Street en 1808 ya reconocía la realidad).

### Parques lineales
Un parque lineal es un parque que tiene una longitud mucho mayor que la anchura. Un ejemplo típico de parque lineal es un tramo de una antigua vía férrea que se ha convertido en un parque llamado sendero ferroviario o vía verde (es decir, se eliminan las vías y se deja que vuelva a crecer la vegetación). A veces, los parques se construyen a partir de terrenos de forma extraña, como los solares vacíos que a menudo se convierten en parques de barrio de la ciudad. Los parques unidos pueden formar un cinturón verde.

### Parques virtuales
Un parque virtual puede existir en cualquier lugar y en cualquier momento. Son estupendos para cualquiera que quiera alejarse de su rutina diaria. 

### Parques rurales
En algunos países, especialmente en el Reino Unido, los parques de campo son áreas designadas para el recreo, y gestionadas por autoridades locales. Suelen estar situados cerca de poblaciones urbanas, pero ofrecen instalaciones recreativas propias del campo y no de la ciudad.

### Parques militares

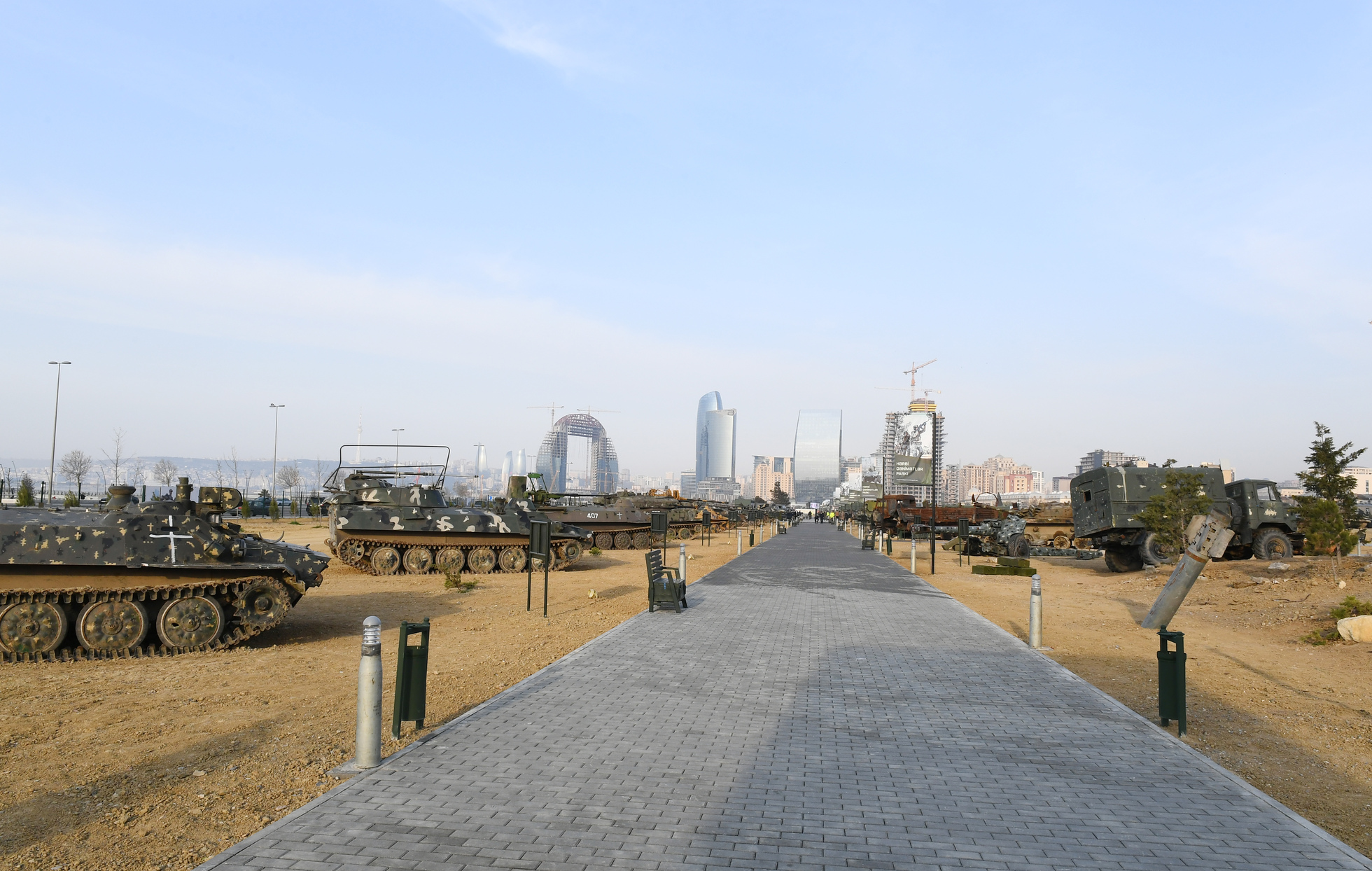
Parque de Trofeos Militares de Bakú en Azerbaiyán, que desató el revuelo debido a la exhibición de cascos de tropas armenias y maniquíes de cera de soldados armenios de la guerra de Nagorno-Karabaj de 2020.

En 2021, tras la guerra de Nagorno-Karabaj de 2020, se inauguró un Parque de Trofeos Militares en la capital de Azerbaiyán, en el que se exhibía equipo militar incautado, así como cascos y maniquíes de cera de las tropas armenias. Los medios de comunicación internacionales informaron de que los cascos pertenecían a soldados armenios muertos. Varios periodistas internacionales han calificado el parque de "barbaridad". Armenia lo condenó enérgicamente, acusando a Bakú de "deshonrar la memoria de las víctimas de la guerra, los desaparecidos y los prisioneros de guerra y de violar los derechos y la dignidad de sus familias". El defensor del pueblo de Armenia lo calificó de "clara manifestación de fascismo" diciendo que es una "prueba de la política genocida de Azerbaiyán y del armenofobia apoyada por el Estado". El Ministerio de Asuntos Exteriores de Azerbaiyán declaró que este tipo de museos son una práctica internacional ampliamente aceptada, y que el país tiene derecho a conmemorar su victoria mediante desfiles, parques, museos y otros medios. Las autoridades azerbaiyanas [¿quién?] afirmaron que los cascos fueron dejados por los soldados armenios en retirada. Cuando el historiador azerbaiyano Dr. Altay Goyushov, uno de los líderes de la oposición democrática liberal, criticó el pasillo de los cascos, fue desairado por periodistas y blogueros locales que justificaron la manifestación de los cascos, llegando uno de ellos a invitar "a todo el que no se sienta bien viéndolos a ir a ahogarse en el mar Caspio".

## En fitogeografía
En fitogeografía, un parque fitogeográfico es un tipo de formación vegetal formado por una comunidad de entre una y no más de tres especies arbóreas, constituyendo así un tipo de ecosistema.